# Catenanuova-Centuripe
Catenanuova-Centuripe (wł. Stazione di Catenanuova-Centuripe) – stacja kolejowa w Catenanuova, w prowincji Enna, w regionie Sycylia, we Włoszech. Stacja znajduje się na linii Palermo – Katania. Obsługuje również pobliską gminę Centuripe.
Według klasyfikacji RFI ma kategorię brązową.

## Linie kolejowe
- Linia Palermo – Katania